# Bathylamprops scaber
Bathylamprops scaber is een zeekommasoort uit de familie van de Lampropidae. De wetenschappelijke naam van de soort is voor het eerst geldig gepubliceerd in 2008 door Corbera.